# Jan I. (pražský biskup)
Jan I. (německy Johann I., † 8. srpna 1139) byl 11. pražský biskup.

## Život a činnost
Jan byl proboštem Vyšehradské kapituly. Po smrti pražského biskupa Menharta byl dne 29. září 1134 zvolen za jeho nástupce. Po investituře císaře Lothara III. v Heidelberku byl 19. dubna 1135 vysvěcen na biskupa mohučským metropolitou Adalbertem I. Prostřednictvím olomouckého biskupa Jindřicha Zdíka se seznámil s řádem premonstrátů. V roce 1143 společně s biskupem Jindřichem Zdíkem, knížetem Vladislavem II. a jeho chotí Gertrudou založil Strahovský klášter.
| „                                                         | Zatím spravoval pražský kostel důstojný biskup Jan, svatostí života vynikající a ve veškeré počestnosti mravů znamenitý. Ten, dozvěděv se o touze mé vůle, jakož byl muž bohabojný, zbožně skrze nás obětoval Bohu statky a ostatní potřebné věci na stavbu příbytku pro bratří toho řádu. A ačkoli předčasná smrt předčasně urvala hojnější ovoce jeho dobré vůle, přece neumenšila, jak věříme, jeho zásluhu před očima velebnosti boží, které každé srdce je otevřeno a k níž každé přání hovoří... | “ |
| — Jindřich Zdík v zakládací listině Strahovského kláštera | |   |

Ve strahovské bazilice Nanebevzetí Panny Marie je barokní epitaf zakladatelů – Vladislava II. a biskupů Jana a Jindřicha Zdíka.